# فلاديمير غوديلي
فلاديمير غوديلي (بالبوسنوية: Vladimir Gudelj)‏ هو لاعب كرة قدم بوسني في مركز الهجوم، ولد في 27 نوفمبر 1966 في تريبينيي في البوسنة والهرسك. لعب مع سيلتا فيغو وفيليز موستار ونادي كومبوستيلا.

## وصلات خارجية
- فلاديمير غوديلي على موقع قاعدة بيانات كرة القدم.إي يو (الإنجليزية)
- فلاديمير غوديلي على موقع عالم كرة القدم.نت (الإنجليزية)